# Visconde de Vila Nova de Ourém
Visconde de Vila Nova de Ourém é um título nobiliárquico criado por D. Maria II de Portugal, por Decreto de 12 de Março de 1853, em favor de José Joaquim Januário Lapa, antes 1.º Barão de Vila Nova de Ourém.
Titulares
1. José Joaquim Januário Lapa, 1.º Barão e 1.º Visconde de Vila Nova de Ourém;
2. Elesbão José de Bettencourt Lapa, 2.º Visconde de Vila Nova de Ourém.

Após a Implantação da República Portuguesa, e com o fim do sistema nobiliárquico, usaram o título: 
1. José Joaquim Januário de Melo Lapa, 3.º Visconde de Vila Nova de Ourém;
2. Maria Teresa Gorjão Henriques de Melo Lapa, 4.ª Viscondessa de Vila Nova de Ourém.